# Alberto Casadei (pallavolista)
Alberto Casadei (Forlì, 15 settembre 1984) è un ex pallavolista italiano, nel ruolo di opposto.

## Palmarès

### Club
- Campionato italiano: 2

2015-16, 2016-17
- Coppa Italia: 3

2014-15, 2015-16, 2016-17
- Supercoppa italiana: 1

2015

### Nazionale (competizioni minori)
- Campionato europeo under 20 2002